# Yago
Yago  es un personaje de la tragedia Otelo, el moro de Venecia, de William Shakespeare. 
Servidor y confidente de Otelo, Yago odia al moro y envidia el amor que Desdémona siente por él; durante toda la obra trama un complejo plan para engañar a Otelo, haciéndole creer que su mujer le es infiel con Casio, su lugarteniente, dando así lugar al intenso drama pasional que motiva la obra. 
Siniestro por su duplicidad y su perseverancia, Yago es tan importante en el desarrollo de la obra como el mismo Otelo, y de hecho sus parlamentos superan en longitud a los de este; con 1097 líneas, el suyo es el tercer texto más largo de los personajes shakespearianos, superado solo por Hamlet y Ricardo III.
- Datos: Q1655364
- Multimedia: Iago (character) / Q1655364